# Nederlandse kampioenschappen schaatsen sprint 1999
De Nederlandse kampioenschappen sprint 1999 voor mannen en vrouwen vormden een schaatsevenement dat onder auspiciën van de KNSB over de sprintvierkamp (2x 500, 2x 1000 meter) werd verreden. Het vond net als in 1997 en 1998 plaats op de ijsbaan Kardinge in Groningen in het weekend van 16 en 17 januari. Eerder vond de NK sprint 1976 (mannen) plaats op de onoverdekte kunstijsbaan in het stadspark van Groningen. Het evenement trok over beide dagen een record aantal van 9000 toeschouwers. Voor de mannen was het de 30e editie, voor de vrouwen de zeventiende.
De NK sprint stond dit seizoen na de NK afstanden (18-20 december), EK (m/v) (8-10 januari) en voor de WK allround (m/v) (6 + 7 februari), WK sprint (m/v) (20 + 21 februari), NK allround (m/v) (27 + 28 februari) en de WK afstanden (12-14 maart) op de kalender. Daarvoor, tussendoor en tegelijkertijd vonden de wedstrijden plaats in het kader van het veertiende seizoen van de wereldbeker schaatsen.
Mannen
Er namen twintig mannen deel, waaronder zes debutanten. De titel werd dit jaar door Jan Bos geprolongeerd, die daarmee zijn derde eindzege op rij behaalde. Bij zijn vijfde deelname was dit zijn vierde podiumplaats, in 1996 werd hij derde. Op plaats twee behaalde Jakko Jan Leeuwangh bij zijn zevende deelname zijn vierde podiumplaats, in 1994 werd hij derde en in 1995 en 1996 ook tweede. Op plaats drie behaalde Erben Wennemars bij zijn vierde deelname zijn derde podiumplaats, vorig jaar werd hij tweede en in 1997 ook derde. De twaalf te verdelen afstandmedailles werden door vijf rijders behaald.
Vrouwen
Er namen achttien vrouwen deel, waaronder twee kampioenen met samen vier titels op zak en zeven debutanten. Bij haar vijfde deelname aan de NK sprint prolongeerde Marianne Timmer de titel, de derde op rij. Het was ook haar derde podiumplaats. De tweede positie werd ingenomen door Andrea Nuyt die bij haar vijfde deelname voor de derde maal op het erepodium plaatsnam, in 1996 en vorig jaar werd ze derde. Op plaats drie behaalde allroundster Tonny de Jong bij haar tweede deelname in het sprinttoernooi haar eerste podiumplaats. Tweevoudig kampioene Annamarie Thomas (1995, 1996) eindigde dit seizoen op plaats vijf. De twaalf te verdelen afstandmedailles werden door zes rijdsters behaald.
WK sprint
Voor WK deelname kwalificeerden Bos en Leeuwangh bij de mannen en Timmer en Nuyt bij de vrouwen zich op basis van hun eindklassering op dit NK. De resterende plaatsen werden van bondswege aangewezen. Bij de mannen werden dit de nummer 3 en 4 (Wennemars en Rintje Ritsma) en bij de vrouwen de nummer-3 (De Jong). Als vierde deelneemster volgde Thomas (5e) na een skate-off met nummer-4 Sandra Zwolle.

## Afstandmedailles
Mannen
| Afstand  | 1e              | 2e                  | 3e                  |
| -------- | --------------- | ------------------- | ------------------- |
| 1e 500m  | Jan Bos         | Jakko Jan Leeuwangh | Erben Wennemars     |
| 1e 1000m | Jan Bos         | Rintje Ritsma       | Jakko Jan Leeuwangh |
| 2e 500m  | Jan Bos         | Erben Wennemars     | Ids Postma          |
| 2e 1000m | Erben Wennemars | Rintje Ritsma       | Ids Postma          |

Vrouwen
| Afstand  | 1e               | 2e               | 3e              |
| -------- | ---------------- | ---------------- | --------------- |
| 1e 500m  | Andrea Nuyt      | Marianne Timmer  | Tonny de Jong   |
| 1e 1000m | Sandra Zwolle    | Annamarie Thomas | Marieke Wijsman |
| 2e 500m  | Marianne Timmer  | Andrea Nuyt      | Tonny de Jong   |
| 2e 1000m | Annamarie Thomas | Marianne Timmer  | Sandra Zwolle   |

## Eindklassementen

### Mannen
| Rang   | Schaatser           | Punten         | 500m               | 1000m              | 500m           | 1000m          |
| ------ | ------------------- | -------------- | ------------------ | ------------------ | -------------- | -------------- |
| Goud   | Jan Bos             | 145.350 BR, CR | 1.36,43 (1) BR, CR | 1.12,03 (1) BR, CR | 1.36,48 (1)    | 1.12,85 (5)    |
| Zilver | Jakko Jan Leeuwangh | 146.030        | 1.36,71 (2)        | 1.12,39 (3)        | 1.36,73 (4)    | 1.12,79 (4)    |
| Brons  | Erben Wennemars     | 146.285        | 1.37,08 (3)        | 1.12,76 (5)        | 1.36,63 (2)    | 1.12,39 (1)    |
| 4      | Rintje Ritsma       | 146.660        | 1.37,11 (4)        | 1.12,23 (2)        | 1.37,22 (5)    | 1.12,43 (2)    |
| 5      | Ids Postma          | 146.670        | 1.37,44 (5)        | 1.12,46 (4)        | 1.36,71 (3)    | 1.12,58 (3)    |
| 6      | Martin Hersman      | 149.270        | 1.37,81 (9)        | 1.13,72 (7)        | 1.37,56 (6)    | 1.14,08 (6)    |
| 7      | Jeroen Hairwassers  | 150.740        | 1.38,24 (13)       | 1.14,81 (9)        | 1.37,94 (10)   | 1.14,31 (7)    |
| 8      | Ralf van der Rijst  | 151.050 pr     | 1.38,31 (14)       | 1.14,57 (8)        | 1.38,25 (16)   | 1.14,41 (8)    |
| 9      | Arnout Coenen       | 151.090        | 1.38,15 (10)       | 1.15,41 (10)       | 1.37,82 (9)    | 1.14,83 (9)    |
| 10     | Robbert Westerveld  | 151.270        | 1.37,70 (7)        | 1.16,00 (16)       | 1.37,63 (7)    | 1.15,88 (12)   |
| 11     | André Zonderland    | 151.333 pr     | 1.38,20 (11)       | 1.15,69 (12)       | 1.37,70 (8)    | 1.15,17 (10)   |
| 12     | André Vreugdenhil   | 151.995        | 1.38,36 (15)       | 1.15,41 (10)       | 1.38,21 (15)   | 1.15,44 (11)   |
| 13     | Bas Brusche         | 152.195        | 1.37,71 (8)        | 1.16,42 (18)       | 1.37,95 (11)   | 1.16,65 (18)   |
| 14     | Jaap Ronald Blom    | 152.280        | 1.38,20 (11)       | 1.16,00 (16)       | 1.38,08 (13)   | 1.16,00 (14)   |
| 15     | Sander Velt         | 152.665 pr     | 1.38,49 (17)       | 1.15,96 (15) pr    | 1.38,04 (12)   | 1.16,31 (16)   |
| 16     | Arnold van der Poel | 152825         | 1.38,40 (16)       | 1.15,85 (14)       | 1.38,37 (17)   | 1.16,26 (15)   |
| 17     | Jan Nijboer         | 186.275        | 1.12,34 (18) *     | 1.15,75 (13)       | 1.38,10 (14)   | 1.15,92 (13)   |
| 18     | Bjarne Rykkje       | 197.980        | 1.21,31 (19) *     | 1.18,80 (20)       | 1.39,03 (18)   | 1.16,46 (17)   |
| 19     | Jeroen Straathof    | 200.110        | 1.37,65 (6)        | 1.12,90 (6)        | 1.09,45 (20) * | 1.53,12 (20) * |
|        | Eddie Stam          | 116.380        | DQ                 | 1.17,01 (19)       | 1.39,51 (19)   | 1.16,73 (19)   |

BR = baanrecord
CR = kampioenschapsrecord
pr = persoonlijk record
DQ = gediskwalificeerd
* = met val

### Vrouwen
| Rang   | Schaatsster           | Punten         | 500m       | 1000m          | 500m               | 1000m          |
| ------ | --------------------- | -------------- | ---------- | -------------- | ------------------ | -------------- |
| Goud   | Marianne Timmer       | 160.510 BR, CR | 40,22 (2)  | 1.20,71 (5)    | 1.39,93 (1) BR, CR | 1.20,01 (2)    |
| Zilver | Andrea Nuyt           | 160.850        | 40,07 (1)  | 1.20,88 (6)    | 1.40,03 (2)        | 1.20,62 (5)    |
| Brons  | Tonny de Jong         | 161.310        | 40,44 (3)  | 1.20,58 (4)    | 1.40,50 (3)        | 1.20,16 (4)    |
| 4      | Sandra Zwolle         | 161.560        | 40,65 (4)  | 1.20,18 (1)    | 1.40,75 (4)        | 1.20,14 (3)    |
| 5      | Annamarie Thomas      | 161.850        | 40,80 (5)  | 1.20,36 (2)    | 1.40,89 (5)        | 1.19,96 (1) CR |
| 6      | Marieke Wijsman       | 163.330        | 41,25 (7)  | 1.20,40 (3)    | 1.41,40 (7)        | 1.20,96 (6)    |
| 7      | Sandra 't Hart        | 165.975        | 41,72 (11) | 1.22,44 (8)    | 1.41,82 (9)        | 1.22,43 (8)    |
| 8      | Léontine van Meggelen | 167.400        | 41,94 (12) | 1.24,06 (14)   | 1.41,68 (8)        | 1.23,50 (11)   |
| 9      | Yvonne Leever         | 167.565        | 41,47 (9)  | 1.24,01 (13)   | 1.42,00 (11)       | 1.24,18 (14)   |
| 10     | Dianne Kootstra       | 167.735        | 41,71 (10) | 1.24,00 (12)   | 1.41,84 (10)       | 1.24,37 (15)   |
| 11     | Judith Straathof      | 167.990        | 42,52 (15) | 1.23,55 (10)   | 1.42,33 (14)       | 1.22,73 (9)    |
| 12     | Christine Heins       | 168.030        | 42,04 (13) | 1.23,83 (11)   | 1.42,31 (13)       | 1.23,53 (12)   |
| 13     | Floor van Slochteren  | 168.180 pr     | 42,39 (14) | 1.23,51 (9) pr | 1.42,25 (12)       | 1.23,57 (13)   |
| 14     | Anke Jannie Landman   | 170.890        | 43,08 (16) | 1.25,75 (15)   | 1.42,54 (15)       | 1.24,79 (16)   |
| 15     | Frijke Schaafsma      | 172.370 pr     | 43,31 (17) | 1.26,05 (16)   | 1.43,04 (16)       | 1.25,99 (17)   |
| 16     | Tijn Ponjee           | 182.605        | 41,26 (8)  | 1.57,23 (18) * | 1.41,12 (6)        | 1.23,22 (10)   |
| 17     | Frouke Oonk           | 204.925        | 40,86 (6)  | 1.21,73 (7)    | 1.22,09 (18) *     | 1.22,22 (7)    |
|        | Kaśka Rogulska        | 130.330        | DQ         | 1.27,15 (17)   | 1.43,38 (17)       | 1.26,75 (18)   |

BR = baanrecord
CR = kampioenschapsrecord
pr = persoonlijk record
DQ = gediskwalificeerd
* = met val